# ホースフェイスローチ
ホースフェイスローチ（学名：Acantopsis choirorhynchos）は、コイ目ドジョウ科に分類される魚類の一種。

## 特徴
全長10～15cm。灰色の体に斑模様があり、馬面が特徴。

## 分布
タイ王国、ミャンマー、マレーシア

## 飼育
温和な性格のため、混泳にも向く熱帯魚であり、餌はアカムシ、イトミミズ、沈下性の人工飼料、タブレットフードなどを与えると良い。また、コリドラス同様、水底に沈んだ食べ残しもよく食べるため、タンクメイトとしても利用できる。
砂に潜る習性があるが、クーリーローチのようになかなか姿を見せない訳ではない。